# Coon Rapids (Iowa)
Coon Rapids es una ciudad situada entre los condados de Carroll y Guthrie, en el estado de Iowa, Estados Unidos. Según el censo de 2010 tenía una población de 1.305 habitantes.

## Geografía
Según la Oficina del Censo de los Estados Unidos, la localidad tiene un área total de 4,62 km², la totalidad de los cuales 4,62 km² corresponden a tierra firme.

## Demografía
Según el censo de 2010, había 1305 personas residiendo en la localidad. La densidad de población era de 282,47 hab./km². Había 613 viviendas con una densidad media de 132,68 viviendas/km². El 97,7% de los habitantes eran blancos, el 0,08% afroamericanos, el 0,08% amerindios, el 1,38% de otras razas, y el 0,77% pertenecía a dos o más razas. El 3,3% de la población eran hispanos o latinos de cualquier raza.